# Národní park Puerto-Princesa Subterranean River
Puerto-Princesa Subterranean River je národní park na Filipínách. Nachází se v krasové oblasti na ostrově Palawan, přibližně 50 km severně od města Puerto Princesa. Mimo rozmanité fauny a flóry se v parku nachází unikátní vápencové útvary, jimiž protéká řeka ústící přímo do Jihočínského moře. Podzemní úsek řeky měří 8,2 km.
Pro svou unikátnost se park v roce 1999 stal součástí světového dědictví UNESCO a od roku 2012 je jedním ze sedmi nových divů přírody.

## Fotogalerie

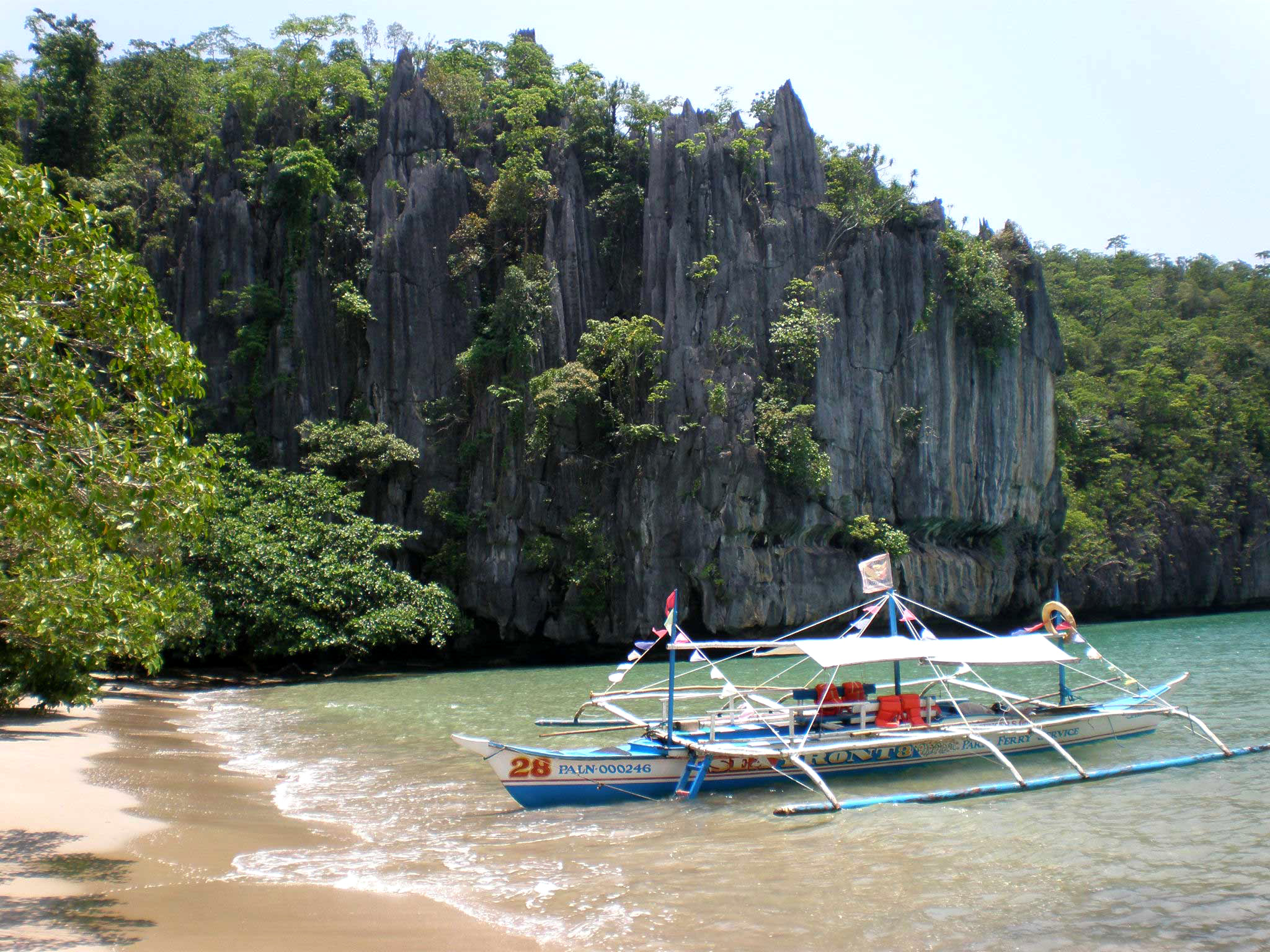
prohlídková loďka
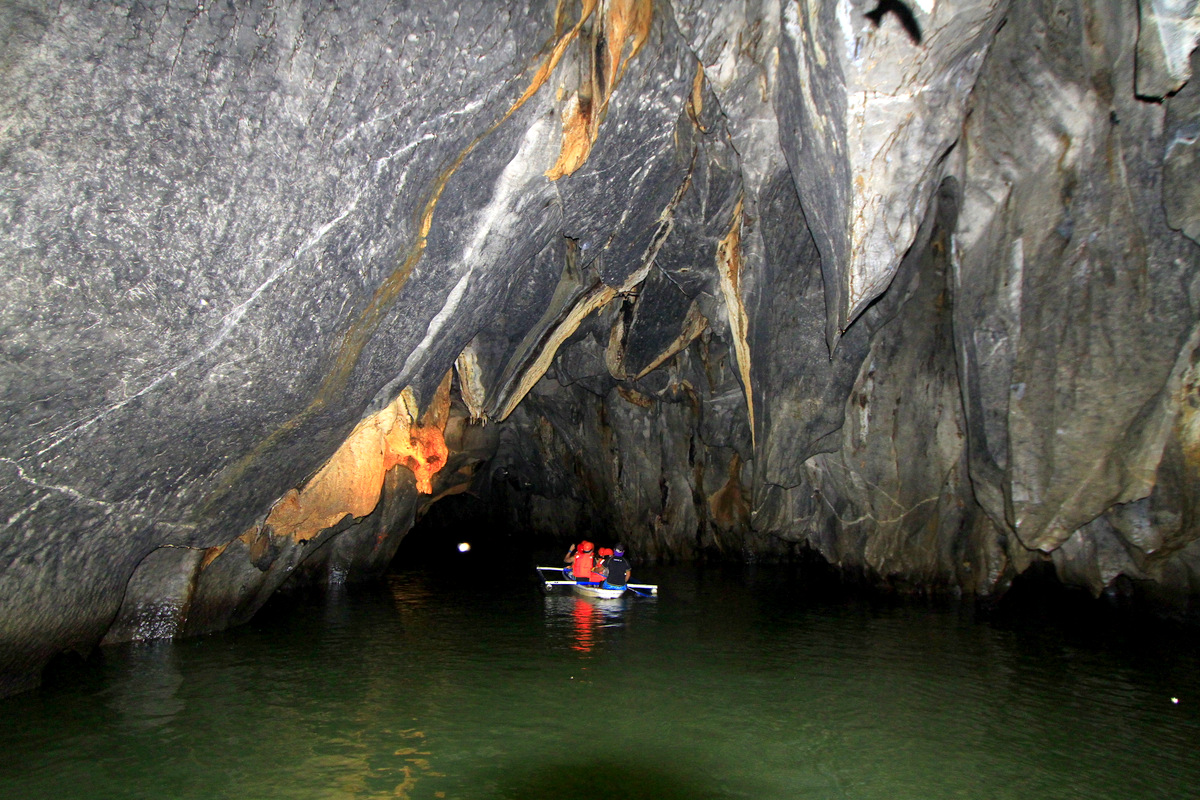
vnitřní prostory
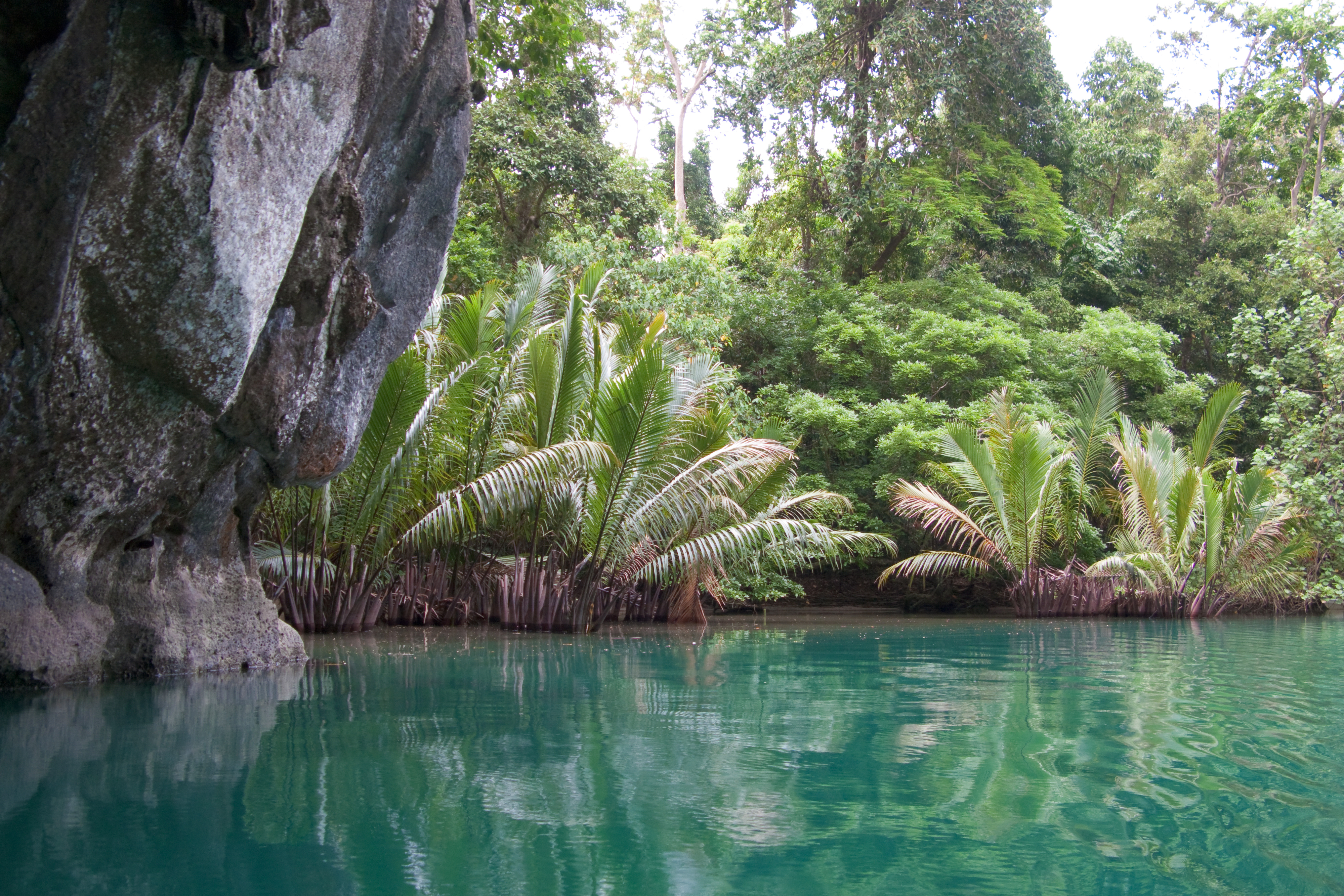
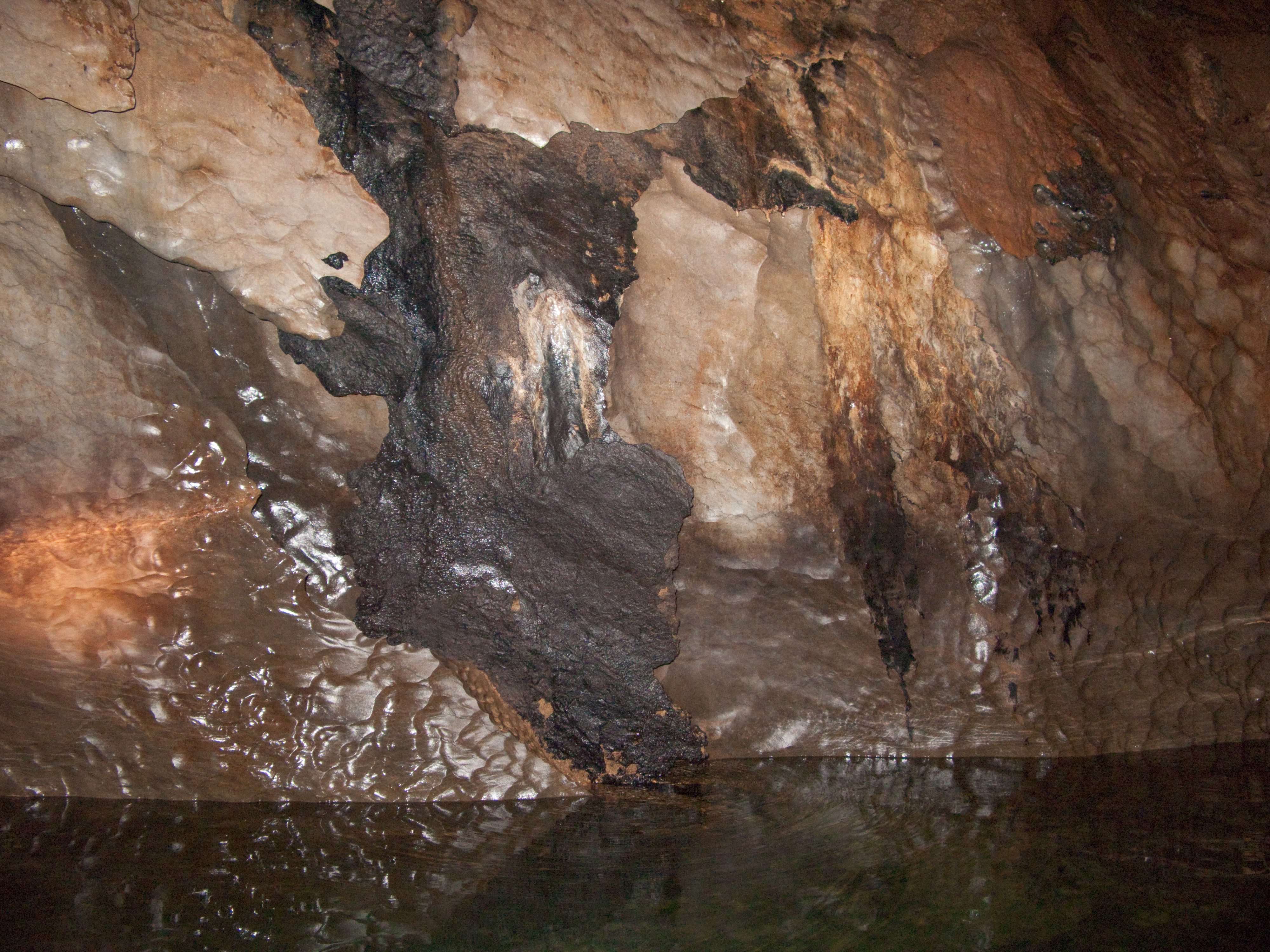
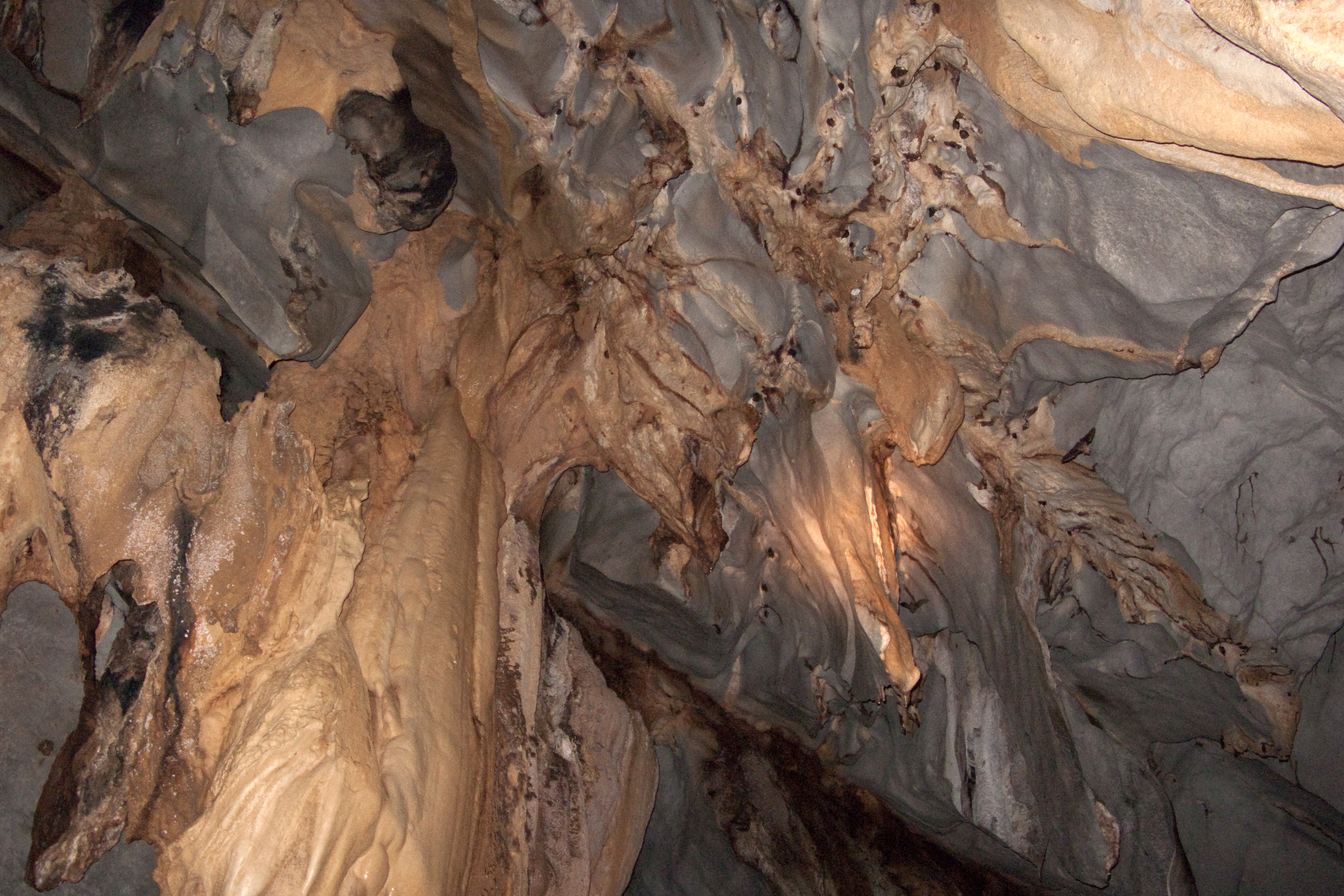